# 조 로 트루글리오

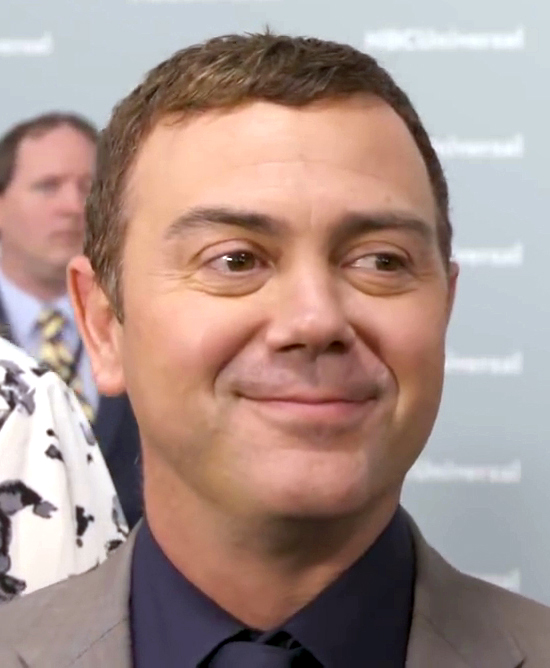

조 로트룰리오(Joe Lo Truglio, 영어 발음: /loʊˈtruːljoʊ/, 1970년 12월 2일 ~ )는 미국의 배우, 각본가, 작가, 성우이다.

## 출연 작품
- 어 퓨틸 & 스투피드 제스처 (2018년)
- 올인 게임 (2017년) - 론 역
- 어 베러 유 (2014년)
- The Breakup Girl (2015)
- 원더러스트 (2012년) - 웨인 역
- 주먹왕 랄프 (2012년) - 마코스키 목소리 역
- 하이 로드 (2011년) - 오피서 포거티 역
- 황당한 외계인: 폴 (2011) - 오렐리 역
- 인사이드 아웃 (2010년)
- 걸리버 여행기 (2010년)
- 알러뷰 맨 (2009)
- 팬보이즈 (2008년)
- 사람 만들기 (2008)
- 파인애플 익스프레스 (2008년)
- 슈퍼배드 (2007)
- 르노 911! - 마이애미 (2007년)
- 더 텐 (2007년)
- 비어 리그 (2006년)
- 스트릭컨 (2005년)
- 더 피그스 (2005년)
- 백스터 (2005년)
- Mr. 히치 - 당신을 위한 데이트 코치 (2005년)
- 스테이션 에이전트 (2003년) - 대니 역
- 웻 핫 아메리칸 썸머 (2001)

### 텔레비전
- 르노 911! (2005-09, 2020-22)
- Last Call with Carson Daly (2009)
- Glenn Martin, DDS (2010-11)
- 브루클린 나인-나인 (2013-21)
- 웻 핫 아메리칸 썸머: 퍼스트 데이 오브 캠프 (2015)